# Sjultjärnen (Dorotea socken, Lappland)
Sjultjärnen är en sjö i Dorotea kommun i Lappland och ingår i Ångermanälvens huvudavrinningsområde.